# Santa Maria in Via (titolo cardinalizio)
Santa Maria in Via (in latino Titulus Sanctae Mariae in Via) è un titolo cardinalizio istituito da papa Giulio III il 4 dicembre 1551. Il titolo insiste sulla chiesa di Santa Maria in Via, sita nel rione Trevi, già parrocchia della diocesi di Roma, soppressa il 18 ottobre 2020.
Dal 27 agosto 2022 il titolare è il cardinale Filipe Neri António Sebastião do Rosário Ferrão, arcivescovo metropolita di Goa e Damão.

## Titolari
Si omettono i periodi di titolo vacante non superiori ai 2 anni o non storicamente accertati.
- Fulvio Giulio della Corgna, O.S.Io.Hier. (4 dicembre 1551 - 29 maggio 1555 nominato cardinale presbitero di San Bartolomeo all'Isola)
- Giacomo Puteo (o Puteus, o Jaume Pou i Berard, o Pozzo, o Jacques Dupuy) (29 maggio 1555 - 26 aprile 1563 deceduto)
- Alessandro Sforza (15 maggio 1565 - 16 maggio 1581 deceduto)
  - Titolo vacante (1581 - 1585)
- Vincenzo Laureo (o Lauro) (20 maggio 1585 - 2 marzo 1589 nominato cardinale presbitero di San Clemente)
- Giovanni Francesco Morosini (28 marzo 1590 - 10 gennaio 1596 deceduto)
- Silvio Savelli (21 giugno 1596 - 22 gennaio 1599 deceduto)
- Roberto Bellarmino, S.I. (17 marzo 1599 - 1º giugno 1605 nominato cardinale presbitero di San Matteo in Merulana)
  - Titolo vacante  (1605 - 1621)
- Stefano Pignatelli (3 marzo 1621 - 12 agosto 1623 deceduto)
  - Titolo vacante (1623 - 1630)
- Gil Carrillo de Albornoz (12 agosto 1630 - 14 dicembre 1643 nominato cardinale presbitero di San Pietro in Montorio)
- Francesco Angelo Rapaccioli (14 dicembre 1643 - 21 novembre 1650 nominato cardinale presbitero di Santa Cecilia)
  - Titolo vacante (1650 - 1653)
- Carlo Rossetti (18 agosto 1653 - 9 marzo 1654 nominato cardinale presbitero di San Silvestro in Capite)
- Francesco Albizzi (23 marzo 1654 - 24 agosto 1671 nominato cardinale presbitero dei Santi Quattro Coronati)
- César d'Estrées (8 agosto 1672 - 28 gennaio 1675 nominato cardinale presbitero della Santissima Trinità al Monte Pincio)
- Carlo Carafa (27 maggio 1675 - 19 ottobre 1680 deceduto)
  - Titolo vacante (1680 - 1689)
- Francesco Maidalchini (19 ottobre 1689 - 23 luglio 1691 nominato cardinale presbitero di Santa Prassede)
  - Titolo vacante (1691 - 1696)
- Giacomo Boncompagni (2 gennaio 1696 - 12 giugno 1724 nominato cardinale vescovo di Albano)
- Melchior de Polignac (20 novembre 1724 - 19 dicembre 1725 nominato cardinale presbitero di Santa Maria degli Angeli)
  - Titolo vacante (1725 - 1728)
- Francesco Antonio Finy (8 marzo 1728 - 6 luglio 1729 nominato cardinale presbitero di San Sisto)
- Carlo Vincenzo Maria Ferreri Thaon, O.P. (23 dicembre 1729 - 9 dicembre 1742 deceduto)
- Giuseppe Pozzobonelli (23 settembre 1743 - 2 agosto 1758 nominato cardinale presbitero di Santa Maria sopra Minerva)
- Pietro Francesco Bussi (19 novembre 1759 - 10 settembre 1765 deceduto)
  - Titolo vacante (1765 - 1767)
- Antonio Branciforte Colonna (6 aprile 1767 - 31 luglio 1786 deceduto)
  - Titolo vacante (1786 - 1801)
- Girolamo della Porta (20 luglio 1801 - 20 settembre 1802 nominato cardinale presbitero di San Pietro in Vincoli)
- Michele Di Pietro (20 settembre 1802 - 8 marzo 1816 nominato cardinale vescovo di Albano)
- Giorgio Doria Pamphilj Landi (23 settembre 1816 - 16 marzo 1818 nominato cardinale presbitero di Santa Cecilia)
  - Titolo vacante (1818 - 1823)
- Carlo Maria Pedicini (16 maggio 1823 - 15 dicembre 1828 nominato cardinale presbitero di Santa Maria della Pace)
  - Titolo vacante (1828 - 1837)
- Luigi Amat di San Filippo e Sorso (2 ottobre 1837 - 15 marzo 1852 nominato cardinale vescovo di Palestrina)
- François-Auguste-Ferdinand Donnet (27 giugno 1853 - 22 dicembre 1882 deceduto)
  - Titolo vacante (1882 - 1889)
- François-Marie-Benjamin Richard (30 dicembre 1889 - 28 gennaio 1908 deceduto)
  - Titolo vacante (1908 - 1911)
- Agostino Richelmy (27 novembre 1911 - 10 agosto 1923 deceduto)
- Patrick Joseph Hayes (27 marzo 1924 - 4 settembre 1938 deceduto)
  - Titolo vacante (1938 - 1946)
- Thomas Tien Ken-sin, S.V.D. (22 febbraio 1946 - 24 luglio 1967 deceduto)
  - Titolo vacante (1967 - 1973)
- Paul Yoshigoro Taguchi (5 marzo 1973 - 23 febbraio 1978 deceduto)
- Joseph-Marie Trịnh Văn Căn (30 giugno 1979 - 18 maggio 1990 deceduto)
- Egano Righi-Lambertini (26 novembre 1990 - 4 ottobre 2000 deceduto)
- Antonio José González Zumárraga (21 febbraio 2001 - 13 ottobre 2008 deceduto)
- Raúl Eduardo Vela Chiriboga (20 novembre 2010 - 15 novembre 2020 deceduto)
- Filipe Neri António Sebastião do Rosário Ferrão, dal 27 agosto 2022